# 55 del Cranc
55 del Cranc (55 Cancri) també és anomenada Rho cancri segons la seva denominació de Bayer. Encara que la majoria dels estels s'anomenen tècnicament per la seva designació de Bayer, aquest és una excepció, ja que la seva denominació de Flamsteed és molt menys feixuga que no pas la ja anomenada Bayer. És un sistema estel·lar binari, és a dir, un conjunt de dos estels que orbiten en un punt de gravetat comú. Està situat a 40,9 anys llum de la Terra, a la constel·lació de Càncer.

## Característiques de 55 Cancri A
Aquest estel, el principal component del sistema 55 Cancri, és una estrella nana groga, de la seqüència principal, amb el tipus espectral G8V, és a dir, una estrella molt similar al Sol. La seva visibilitat a simple vista és impossible, excepte en nits excepcionalment fosques, ja que té una magnitud de 5,46, encara que, amb uns binoculars lleugerament potents, es pot apreciar com un taca borrosa entre moltes altres.
55 Cancri A té un radi aproximadament 0,96 vegades el del Sol, una massa 0,95 cops el de l'astre rei, i una lluminositat 0,63 vegades la del cor del sistema solar. La seva temperatura superficial, com correspon al seu tipus d'estel, és de 5.243 K estimadament similar a la del Sol. La seva edat és de 4.500 milions d'anys.

## Característiques de 55 Cancri B
55 Cancri B: el segon principal integrant d'aquest sistema és un estel nan roig de tipus espectral M3.5-4V, és a dir, que és el tipus d'estrella més comú a l'univers, com Proxima Centauri, l'estrella més propera a la Terra. Aquest tipus d'estrelles sempre solen ser relativament poc massives, en comparació amb el Sol. Concretament, aquest estel té una massa 0,13 vegades la del Sol; 0,30 radis solars, a més a més de tenir 0,0076 cops la lluminositat del Sol.

## Sistema planetari
Aquest sistema binari té una peculiaritat, un sistema planetari, o sigui, un conjunt de planetes que orbiten al seu voltant. Una altra singularitat és que aquest sistema planetari és el sistema extrasolar amb més planetes coneguts fins ara, fins a cinc membres, encara que és molt possible que se'n descobreixin més en un futur. Observacions del gran telescopi espacial Hubble indiquen que els planetes d'aquest sistema tindrien 53º d'inclinació respecte al pla del cel, cosa que, si es confirmés, donaria lloc a un sistema coplanari, és a dir, un sistema on tots els planetes tinguin la mateixa inclinació.
| Planeta | Massa (en masses terrestres) | Període orbital (dies) | Semieix major (ua) | Excentricitat | Imatge                                       |
| ------- | ---------------------------- | ---------------------- | ------------------ | ------------- | -------------------------------------------- |
| e       | >10.8 ± 1.1                  | 2.81705 ± 0.0001       | 0.038 ± 0.000001   | 0.07 ± 0.06   | Simulació del planeta extrasolar 55 Cancri e |
| b       | >262,9431                    | 14.65162 ± 0.0007      | 0.115 ± 0.000001b  | 0.014 ± 0.008 | Simulació del planeta extrasolar 55 Cancri e |
| c       | >53,9289                     | 44.3446 ± 0.007        | 0.240 ± 0.00005    | 0.086 ± 0.052 | Simulació del planeta extrasolar 55 Cancri c |
| f       | >45,9512                     | 260.00 ± 1.1           | 0.781 ± 0.007      | 0.2 ± 0.2     | Simulació del planeta extrasolar 55 Cancri f |
| d       | >1223,7703                   | 5.77 ± 0.11            | 0.240 ± 0.00005    | 0.025 ± 0.03  | Simulació del planeta extrasolar 55 Cancri d |